# Белорусские клады

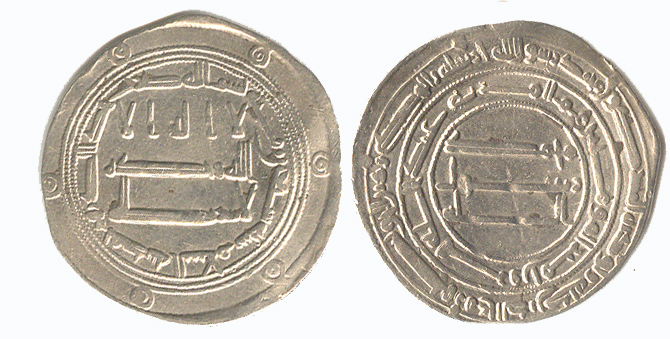
Арабские средневековые монеты

Белорусские клады ― ценности, спрятанные в тайнике (клады), чаще всего в земле, на территории Белоруссии. Клады являются важными историческими источниками изучения денежно-весовых систем, закономерностей, интенсивности и эволюции денежного (товарного) обращения, международных экономических и политических связей.
Всего, с начала XIX в. зарегистрировано около 1500 кладов.

## Содержание кладов
На территории Белоруссии в разное время найдены клады: 
II—III в. н. э., содержащие античные монеты, 
IX—X в. ― куфические дирхемы, 
XI в. ― дирхемы и западноевропейские денарии, 
XII—XIII в. ― платёжные слитки (гривны), 
XIV—XV в. ― преимущественно пражские гроши, 
XVI—XVIII в. ― литовские, польские, западноевропейские и русские, 
XIX в. ― русские монеты.

## Регистрация и научные сообщения о кладах
Граф Н. П. Румянцев писал 7 ноября 1821 года митрополиту Евгению: «На сих днях среди самого Гомеля из земли вырыт горшок с серебряными монетами… Все оне одинаковы и годов тысяча шестьсот двадцатых, монеты польские короля Сигизмунда». Спустя год он находит горшок монет Арабского халифата IX—X вв. Для подтверждения их подлинности граф отсылает 50 дирхемов в Петербург академику-востоковеду Х. Д. Френу на экспертизу. Румянцев скупает найденные крестьянами в Витебске и Тракае клады. Н. П. Румянцев умер в 1826 году, оставив собрание из полутора тысяч монет самых разных эпох.
В середине XIX в. самым азартным собирателем монет в Белоруссии был граф Е. П. Тышкевич. По его инициативе в 1854 году был создан Витебский музей монет и «западнороссийских древностей» ― княжеских печатей, церковных книг, картин. Но в 1920-е гг. вся коллекция была вывезена польскими войсками. Её судьба неизвестна.
В XX в. к началу Первой мировой войны, по сведениям профессора К. В. Харламповича, в Белоруссии было открыто более 450 кладов и около десяти тысяч монет.
Крупные белорусские историки Ю. Йодковский и Н. Н. Щекотихин издали карты найденных кладов.
Первый научно зарегистрированный клад найден в 1804 году в Пинске. Сообщения о кладах есть в описаниях частных нумизматических собраний первой половины XIX в. (коллекции Н. П. Румянцева, И. Ф. Паскевича и др.). Значительное количество коллекций собрано музеями статистических комитетов белорусских губерний, Виленским музеем древностей, Минским и Витебским церковно-археологическими, Минским городским музеями и др. Систематическая регистрация белорусских кладов проводилась в 1859—1919 гг. Археологической комиссией в Петербурге, в 1919—1929 гг. Комиссией по нумизматике и глиптике при Государственной академии истории материальной культуры, в 1920—1930-е гг. музеями БССР.
В годы Великой Отечественной войны нумизматические фонды Белоруссии почти полностью уничтожены. В послевоенное время найдено более 400 кладов, сохраняющихся в музеях Белоруссии.

## Важнейшие клады

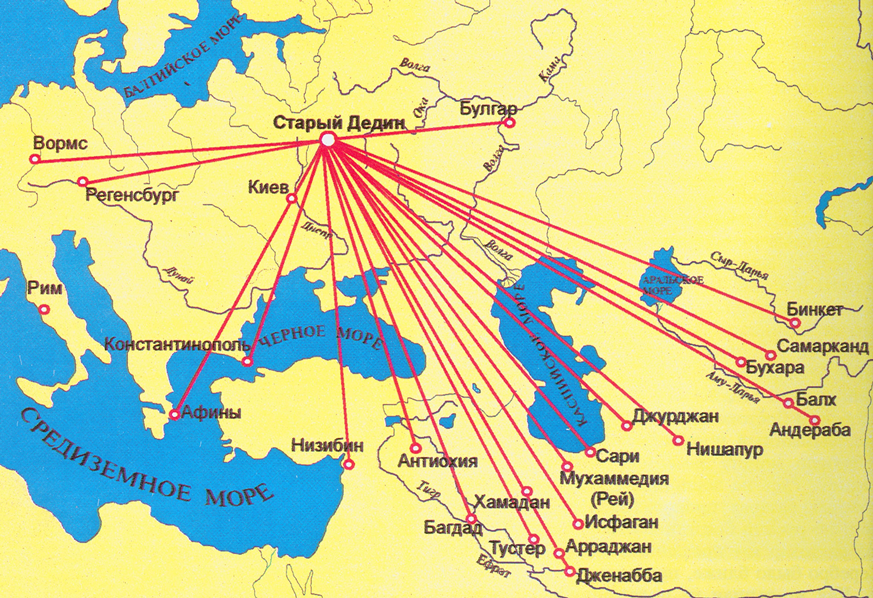
Места чеканки монет из клада, найденного в деревне Старый Дедин

- Брилёвский клад
- Брестские клады
- Витебский клад
- Горовлянские клады
- Дегтянский клад
- Задрутский клад
- Засовьевский клад
- Збуражский клад
- Козьянсковский клад[бел.]
- Минский клад
- Могилёвский клад
- Перковский клад
- Пинский клад
- Полоцкий клад
- Рогачёвский клад
- Стражевичские клады
- Слуцкие клады
- Стародединский клад

1-й Брестский клад найден в 1837 году в Бресте. Состоял из 1034 пражских грошей XIV—XV вв. и одного краковского гроша Казимира III, общим весом более 3 кг. После изучения в Эрмитаже, клад передан в Петербургскую придворную контору. Дальнейшая судьба неизвестна.
2-й Брестский клад обнаружен в 1962 году у деревни Страдечи Брестского района. Насчитывает более 150 единиц, состоит из золотых и серебряных изделий, датируемых XVI—XVII вв. Выделяются два серебряных кубка, изготовленных в технике литья, чеканки, гравировки, золочения, относящиеся к группе однотипных произведений нюрнбергских златокузнецов. Один кубок изготовлен немецким мастером Гансом Бойтмюллером примерно с 1588 по 1622 г., имеет клеймо города Нюрнберга и именное клеймо мастера.
3-й Брестский клад найден в 2012 году при реконструкции Брестского театра кукол. Состоит из 33 польских грошей 1923 года выпуска и вилки. Монеты из никеля, номиналом в 5, 10, 20 и 50 грошей, вилка ― с мельхиоровым напылением. В денежном выражении клад особой ценности не представляют, но в историческом говорит о многом. Брестский историк Александр Башков рассказал, что похожая находка в Бресте была обнаружена в начале 1990-х годов: «Прятали их состоятельные люди перед наступлением гитлеровцев. Они надеялись, что после войны вернутся и найдут свои ценности». В 1920—1930-е гг. столовые приборы считались вещами ценными. Поэтому понятно, почему с польскими деньгами спрятали и вилку.
Витебский клад найден в 1926 году в Витебске. В глиняном сосуде находилось 792 пражских гроша XIV—XV вв. (два гроша с надчеканками городов Аугсбурга и Регенсбурга) весом 2052 г. До войны клад хранился в Витебском отделении Белорусского государственного музея, дальнейшая судьба неизвестна.
Горовлянские клады, спрятанные скорее всего в первой половине XI в., найдены в 1965 году на селище близ деревни Горовляны Глубокского района.
1-й клад ― в лепном горшке ― содержит целые и фрагментированные серебряные ювелирные изделия, стеклянные бочковидные золочёные бусы, 134 преимущественно фрагментированных куфических дирхема Аббасидов (Багдад), Саманидов (Самарканд, Бухара, Андераба), Бувайхидов (Араджан, Шираз), Зияридов (Сирия, Джурджан), Абу-Даудидов (Андераба), 15 подражаний куфическим дирхемам, фрагмент чешского денария Болеслава III. Хранится в Национальном музее Беларуси.
2-й клад, также в горшке, состоит из фрагментов серебряных ювелирных изделий, шиферного пряслица, 220 куфических дирхемов, 185 западноевропейских денариев (Англия, Германия, Чехия и др.). Хранится в Нумизматическом кабинете БГУ.
Дегтянский клад найден в 1957 году в деревне Дегтяны Копыльского района. Спрятан был вероятно около 1050 года. В глиняном сосуде хранились серебряные ювелирные изделия и монеты общим весом 7 кг. Сохранились 21 целое и фрагментированное изделие и 320 монет ― денарии Чехии (123), Венгрии (3), Германии (165) Англии (10), Дании (1), не определённые денарии (4), подражания германским (9) и английским (3) денариям. Хранится в Национальном музее Беларуси.
Задрутский клад найден в 1893 году на берегу Днепра у деревни Задрутье Рогачёвского района. Глиняный горшок содержал 92 целых фрагментированных слитка ― гривны киевского типа общим весом 14,5 кг. Слитки, поступившие в Петербургскую археологическую комиссию, были распределены между музеями Петербурга, Москвы, Рязани, Орла, Новгорода, Одессы, Херсона, Пенсильванского университета в США, Нумизматического кабинета в Берлине и распроданы частным собирателям. 13 слитков в 1929 году поступили в Эрмитаж.
Засовьевский клад найден в 1974 году близ деревни Засовье Логойского района, спрятан не позднее 1608 года. Содержит 741 серебряных, 8 золотых и 5 фальшивых монет. Основная часть клада ― 3-грошовики времён Стефана Батория (61 экземпляр), 3-грошовики (598) и 6-грошовики (310) Сигизмунда III Вазы. В кладе были контрмаркированные полуталеры Испании Карла I и Филиппа II, монеты герцогства Брауншвейг-Вольфенбюттель, Венгрии, Германской империи, Испании, Испанских Нидерландов, герцогства Курляндия, Саксония, герцогства Тешин, княжества Трансильвания, Чехии, Турции. Находится в Нумизматическом кабинете БГУ.
Збуражский клад найден в 2008 году в деревне Збураж Малоритского района. Состоит из 64 серебряных монет Российской империи XIX в., отчеканенных в Петербурге и Варшаве. В основном это рубли, выпущенные в обращение при Александре I и Николае I, вес каждой монеты 20,7 г. Ещё 17 монет имеют двойной номинал: ¾ рубля или 5 злотых. Они чеканились для обращения на территории Польши, входившей в состав Российской империи. Есть и две полтины. Общий вес ― свыше 1 килограмма 600 граммов. Самая старая монета ― рубль Александра 1807 года.
Козьянковский клад найден в 1973 году у деревни Козьянки Полоцкого района. Спрятан примерно в 40-х годах X века. Считают, что был завернут в бересту. Сохранилось 7588 куфических дирхемов общим весом около 20 кг, преимущественно чеканки Саманидов, есть монеты Аббасидов, Саффаридов, Волжско-Камской Булгарии, подражание чеканке Аббасидов и Саманидов. Хранится в Полоцком краеведческом музее.
Минский клад найден в 1988 году на пересечении улиц Володарского и Городской вал при прокладке теплотрассы. Экскаватор зацепил серебряный подсвечник, который рабочие приняли за снаряд. Состоит из 547 серебряных предметов общим весом 13 кг.: монеты, медали и посуда. Монеты и награды Российской империи конца XIX в. Среди именных предметов ― шкатулка грузинской княжны Екатерины и декоративная сервировка фабрики И. С. Губкина — официального поставщика императорского двора. Губкин в 1841 г. основал в Москве фабрику золотых и серебряных изделий, фабрика специализировалась в основном на изделиях из позолоченного серебра. В 2011 г. на международном аукционе продан серебряный самовар этой фабрики за 43,7 тысяч евро.
Могилёвский клад, найденный в 1936 году, спрятан в 1790-е годы. Обнаружен во время проводки канализации в Могилёве, находился в глиняном сосуде. Содержал 476 золотых европейских дукатов XVI—XVII вв. Находится в Эрмитаже. Из 476 монет сохранились 466.
Перковский клад, найденный в 1912 году в деревне Перки Кобринского уезда. Содержал 1464 билонные и серебряные монеты Речи Посполитой, Великого княжества Литовского, Австрии, Померании, Чехии и 48 медных двойных пенни (торнеров) Шотландии, чеканенных в 1632—1633 гг. Судьба клада неизвестна.
Пинский клад, найденный в 1804 году в Пинске, состоит из 20 золотых монет. 12 русских златников и византийских солидов сданы в Эрмитаж, судьба остальных неизвестна. Из 11 златников, зарегистрированных до настоящего времени, 6 из пинского клада.
Полоцкий клад найден в 1984 году во время работ по реконструкции Нижнего замка. Это 6 золотых предметов ― фрагментов золотых западноевропейских (возможно, шведских) средневековых ювелирных украшений, выполненных с использованием ковки, литья, плетения и скручивания из золота 958 пробы: 5 браслетов и шейные гривны-цепочка. Общий вес клада ― 334,36 г. Находится в Полоцком музее.
Рогачёвский клад, найденный в 1971 году в Рогачёве, содержал около 1000 монет, завёрнутых в ткань. Сохранились 462 монеты ― медные (со следами серебрения) подделки под 1/12 талера Пруссии 1766 года (127 экземпляров), 10-грошовики Царства Польского (72 экземпляра) и 10-грошовики, чеканенные Варшавским монетным двором во время восстания 1830—1831 гг. (363 экземпляра). Хранится в Нумизматическом кабинете БГУ.
Стражевичский 1-й клад, найденный в 1898 году в Стражевичах Чашникского района, был спрятан в середине XI в. Состоял из завёрнутых в бересту серебряных слитков, фрагментов серебряных ювелирных изделий, серебряного лома и 207 монет ― 48 куфических дирхемов X в. Аббасидов, Саманидов, Мерванидов, Хамданидов, Зийяридов, Бувейхидов и 159 западноевропейских денариев последней четверти X-первой половины XI в. (Англия, Германия). Часть клада передана музею Могилёвского статистического комитета (не сохранилась). Серебряный лом переплавлен Петербургским монетным двором.
2-й Стражевичский клад, найденный в этой же деревне в 1903 году, был спрятан 40-х гг. XI в. Состоял из золотого и серебряного слитков, 2 золотых перстней, фрагментов шейной серебряной гривны, серебряного лома и 318 монет ― куфических дирхемов и 273 западноевропейских денариев X- первой половины XI в. (Англия, Германия, Дания; подражания английским денариям). Золотые слитки и перстни, 11 обломков серебра и 6 дирхемов хранятся в Эрмитаже, остальная часть клада передана музеям Могилёвского статистического комитета и Варшавского университета (не сохранилась).
1-й Слуцкий клад найден в 1887 году в Слуцке в каменном склепе. Спрятан в конце XVII-начале XVIII в. В двух проволочных мешках было 2 тысячи талеров, чеканенных испанскими Нидерландами, Соединёнными провинциями (Голландией, Зеландией, Оверейселом, Утрехтом), Германской империей, Швейцарией. Судьба клада неизвестна.
2-й Слуцкий клад, найденный в 1902 году, содержал 20 золотых монет, из которых известны 4 экземпляра, чеканенных в XV в. ― английские нобли и подражания индийским мохрам. Судьба клада неизвестна.
Стародединский клад, найденный в 1926 году в деревне Старый Дедин Климовичского района, спрятан между 980 и 985 гг. В двух глиняных горшках был 201 куфический дирхем, 1 византийский милиарисий (Константинополь) и 2 денария Германии (Вормс, Регенсбург). Клад находился в Белорусском государственном музее, не сохранился.

## Любопытные факты

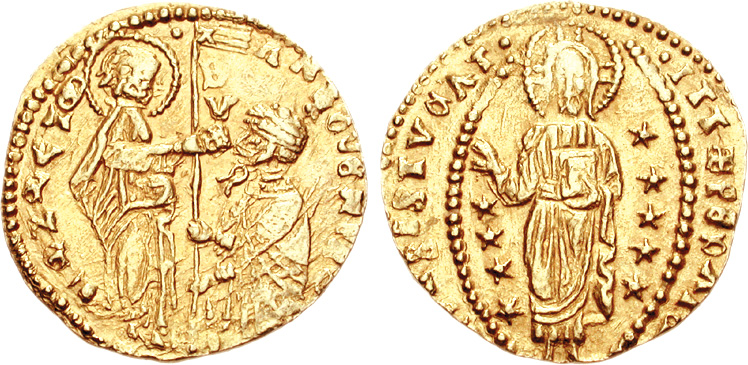
Дукат 1382 года

В Великом княжестве Литовском по Статуту 1566 года найденный на своей земле клад принадлежал тому, кто его нашёл. Если же его нашли на чужой земле, то клад делился поровну нашедшим и землевладельцем. Клад, найденный на заложенной земле, принадлежал наполовину тому, кто его нашёл, а другая половина делилась поровну между землевладельцем и тем, кто взял землю под заклад.
В Гражданском кодексе Республики Беларусь обозначено, что клад поступает в собственность лица, которое его нашло, и лица, которому принадлежит имущество, где клад был сокрыт. Но «в случае обнаружения клада, содержащего вещи, относящиеся к памятникам истории или культуры, они подлежат передаче в государственную собственность. При этом собственник земельного участка или иного имущества, где клад был сокрыт, и лицо, обнаружившее клад, имеют право на получение вместе вознаграждения в размере двадцати пяти процентов стоимости клада».
В 1974 г. на территории Лыщицкого торфозавода в Брестском районе школьник увидел в мелиоративном канале блестящие монетки. Были найдены 48 монет. Позже археологи обнаружили в этом месте более 400 монет.
Иногда клады на белорусской земле находились совершенно случайно, и даже не людьми. Например, в 1888 г. у деревни Новосёлки Барановичского района крот, роя землю, выбросил наверх римские монеты I—II вв. В 1921 г. на окраине Слуцка свинья вырыла из земли глиняный горшок с ливонскими и нидерландскими монетами XVII в. То же случилось в истории белорусских кладов ещё дважды: в 1961 г. в деревне Вёска Старобинского района свинья вырыла литовские и польские монеты XVII в., а в 1963 г. в деревне Отрубок Докшицкого района свинья вырыла прямо на огороде ливонские и нидерландские монеты того же XVII в.
В 1964 г. размытая сильным ливнем дорога у посёлка Касаляки Кормянского района оказалась буквально усыпана восточными монетами IX в.